# Liste der Gemeinden im Landkreis Anhalt-Bitterfeld
Die Liste der Gemeinden im Landkreis Anhalt-Bitterfeld gibt eine Übersicht über die zehn kleinsten Verwaltungseinheiten des Landkreises. Dabei handelt es sich um acht Städte und zwei Gemeinden.
Der Landkreis Anhalt-Bitterfeld liegt im Osten des Landes Sachsen-Anhalt. Er entstand im Rahmen der Kreisreform 2007 durch die Zusammenlegung der Landkreise Bitterfeld und Köthen, die bereits zu Zeiten der DDR als Kreise existierten, und eines Teils des Landkreises Anhalt-Zerbst. Die jetzige Verwaltungsgliederung besteht seit 2010.

## Beschreibung
Im Landkreis gibt es keine Verbandsgemeinde. Alle Kommunen des Landkreises sind somit Einheitsgemeinden.
Flächengrößte Gemeinde des 1453,51 km² großen Landkreises ist mit Abstand die Stadt Zerbst/Anhalt; mit 467,77 km² ist sie eine der flächengrößten Gemeinden Deutschlands. Zweitgrößte Gemeinde nach Fläche ist die Stadt Südliches Anhalt mit 191,54 km². Daneben haben drei Kommunen eine Fläche zwischen 140 und 100 km², weitere vier sind zwischen 100 und 75 km² groß. Die geringste Ausdehnung hat die 59,91 km² große Stadt Aken (Elbe).
Die einwohnerstärkste Kommune des 80,780 Einwohner umfassenden Landkreises ist mit einer Bevölkerungszahl von 36,815 die Stadt Bitterfeld-Wolfen. Zwei Gemeinden haben zwischen 20.000 und 30.000 Einwohnern, drei zwischen 10.000 und 15.000, die übrigen vier unter 10.000. Die Stadt Aken (Elbe) besitzt mit 7.174 die wenigsten Einwohner der Gemeinden des Landkreises.
Im Landkreis Anhalt-Bitterfeld leben auf einem km² durchschnittlich 106 Einwohner. Am dichtesten besiedelt sind die Städte Bitterfeld-Wolfen und Köthen (Anhalt) mit 421 und 306 Einwohnern pro km². Zwei weitere Kommunen besitzen eine Bevölkerungsdichte zwischen 200 und 100 Einwohnern pro km², in den restlichen sechs ist sie geringer. Die am dünnsten besiedelte Gemeinde des Landkreises ist die Stadt Zerbst/Anhalt mit 46 Bewohnern pro km².

## Legende
- Gemeinde: Name der Gemeinde
- Landkreis 1994 bis 2007: Landkreis, dem die Gemeinde bis zur Kreisreform Sachsen-Anhalt 2007 angehörte
- Wappen: Wappen der Gemeinde
- Karte: Zeigt die Lage der Gemeinde im Landkreis Anhalt-Bitterfeld
- Fläche: Fläche der Gemeinde in Quadratkilometern[1]
- Einwohner: Zahl der Menschen die in der Gemeinde leben (Stand: 31. Dezember 2023)[1]
- EW-Dichte: Einwohnerdichte, gerechnet auf die Fläche der Verwaltungseinheit, angegeben in Einwohner pro km² (Stand: 31. Dezember 2023)
- Höhe: Höhe der namensgebenden Ortschaft in Meter über Normalnull
- Bild: Bild aus der jeweiligen Gemeinde

## Gemeinden
| Gemeinde                      | Landkreis 1994 bis 2007                  | Wappen                                       | Karte                                                                 | Fläche   | Einwohner | EW-Dichte | Höhe | Bild                                   |
| ----------------------------- | ---------------------------------------- | -------------------------------------------- | --------------------------------------------------------------------- | -------- | --------- | --------- | ---- | -------------------------------------- |
| Landkreis Anhalt-Bitterfeld   |                                          | Wappen des Landkreises Anhalt-Bitterfeld     | Lage des Landkreises Anhalt-Bitterfeld in Sachsen-Anhalt              | 1.453,51 | 153,801   | 106       |      |                                        |
| Stadt Aken (Elbe)             | Köthen                                   | Die Stadt Aken (Elbe) führt kein Wappen      | Lage der Stadt Aken (Elbe) im Landkreis Anhalt-Bitterfeld             | 59,91    | 7.174     | 120       | 60   | Rathaus Aken                           |
| Stadt Bitterfeld-Wolfen       | Bitterfeld                               | Wappen der Stadt Bitterfeld-Wolfen           | Lage der Stadt Bitterfeld-Wolfen im Landkreis Anhalt-Bitterfeld       | 87,49    | 36,815    | 421       | 79   | Bitterfelder Bogen                     |
| Stadt Köthen (Anhalt)         | Köthen                                   | Wappen der Stadt Köthen (Anhalt)             | Lage der Stadt Köthen (Anhalt) im Landkreis Anhalt-Bitterfeld         | 78,44    | 23,993    | 306       | 80   | Europäische Bibliothek für Homöopathie |
| Gemeinde Muldestausee         | Bitterfeld                               | Die Gemeinde Muldestausee führt kein Wappen  | Lage der Gemeinde Muldestausee im Landkreis Anhalt-Bitterfeld         | 136,99   | 11,593    | 85        | 95   | Muldestausee                           |
| Gemeinde Osternienburger Land | Köthen                                   | Wappen der Gemeinde Osternienburger Land     | Lage der Gemeinde Osternienburger Land im Landkreis Anhalt-Bitterfeld | 138,73   | 8.049     | 58        | 71   | Kirche in Elsnigk                      |
| Stadt Raguhn-Jeßnitz          | Bitterfeld                               | Wappen fehlt                                 | Lage der Stadt Raguhn-Jeßnitz im Landkreis Anhalt-Bitterfeld          | 97,13    | 8.747     | 90        | 76   | Rathaus in Jeßnitz                     |
| Stadt Sandersdorf-Brehna      | Bitterfeld                               | Wappen der Stadt Sandersdorf-Brehna          | Lage der Stadt Sandersdorf-Brehna im Landkreis Anhalt-Bitterfeld      | 81,83    | 14,197    | 173       | 90   | Katholische Kirche St. Marien          |
| Stadt Südliches Anhalt        | Köthen                                   | Die Stadt Südliches Anhalt führt kein Wappen | Lage der Stadt Südliches Anhalt im Landkreis Anhalt-Bitterfeld        | 191,54   | 12,953    | 68        | 80   | Burg Gölzau                            |
| Stadt Zerbst/Anhalt           | Anhalt-Zerbst                            | Wappen der Stadt Zerbst/Anhalt               | Lage der Stadt Zerbst/Anhalt im Landkreis Anhalt-Bitterfeld           | 467,77   | 21,307    | 46        | 67   | Kirchenruine St. Nikolai               |
| Stadt Zörbig                  | Bitterfeld Köthen (Ortsteil Schortewitz) | Wappen der Stadt Zörbig                      | Lage der Stadt Zörbig im Landkreis Anhalt-Bitterfeld                  | 113,68   | 8.973     | 79        | 107  | Rathaus Zörbig                         |